# Andoque
Andoque o Paasiaja es el pueblo indígena que habita actualmente en la parte inferior del caño Aduche, corregimiento de Puerto Santander (Amazonas) y en el río Caquetá, abajo de Araracuara. Los Andoque se designan a sí mismos como pʌʌsíʌhʌ, que significa "gente del hacha".

## Historia
Los Andoque vivían inmemorial mente en ríos del alto Cahuinarí (Yacapeché, Duché) y en los ríos Monochoa, Aduche y Quinché, tributarios del Caquetá. Otra parte estaban localizados en el tramo Araracuara-río Quinché.y Se estimaba su población en 10 000 personas en 35 linajes patrilineales. Eran conocidos por sus vecinos como proveedores de hachas de piedra de calidad, ya que conocían y controlaban el sitio donde se encontraban las piedras más duras, aptas para su fabricación.
Durante la fiebre del caucho, a comienzos del siglo XX, fueron víctimas de la explotación esclavista de la empresa Peruvian Amazon Company o Casa Arana, que perpetró un verdadero genocidio entre los nativos. Según la tradición oral, tras el fracaso de la rebelión de los indígenas amazónicos, dirigida por Yorocaamena, solo un pequeño núcleo de Andoques logró sobrevivir o escapar a la deportación ejecutada por los caucheros. 

## Economía
La subsistencia de los Andoques se basa en la agricultura itinerante. Abren chagras cada tres años y luego las abandonan para permitir que la selva se mantenga. Usan el sistema de tumba y quema. El hombre es el encargado de tumbar, mientras que las mujeres se encargan de la quema, siembra, cuidado de la chagra y cosecha. Los cultivos principales son la yuca amarga (dɨhakopi), chontaduro (noêpa), plátano, ñame, calabaza, piña y ají. En una misma chagra puede haber entre 8 y 15 especies cultivadas diferentes.
La caza y la pesca son un complemento fundamental de la dieta, aunque ahora se practican con instrumentos adquiridos, como escopetas, anzuélos metálicos e hilos sintéticos. Siguen fabricando canastos y otros útiles de fibras vegetales, como las hamacas y sebucanes para exprimir la yuca. Además, extraen caucho (tekamə) para la venta....

## Maloca
La casa colectiva o maloca (bo'əkonə) es el eje de la vida social y ceremonial; tiene, dos entradas, la principal mira hacia el oriente y la auxiliar al noroccidente. La parte central está delimitada por los estantillos mayores; en el centro, hacia adelante, está situado el mambeadero o lugar ceremonial masculino, donde se reúnen los hombres a consumir el mambe (hípie) y el ambil (tabaco gelatinoso). A un lado, en la parte delantera, están colgados los tambores llamados manguarés. El costado masculino está al lado derecho de la entrada principal de la maloca y se encuentra delimitado por un gran "palo de danzar" denominado tusi, o sea "palo multiplicador". Al lado izquierdo y cerca de la entrada auxiliar, está el área femenina.
En su resguardo hay tres malocas. Alrededor de ellas se agrupan las viviendas (i'pəko)de las familias extensas pertenecientes a cinco clanes patrilineales: Gavilán, Venado, Sol, Hormiga arriera y Escarabajo. Las malocas tienen forma rectangular con bordes redondeados y techos de dos aguas y están cubiertas de paja de palma hasta el suelo, excepto en las entradas.
En el "baile del chontaduro" los invitados representan la bocana del río, los pescados, las mujeres y la función de aliados.

## Lengua
Se considera, por el momento, que la lengua de los Andoque es independiente, aunque algunos la han clasificado como integrante de la familia de lenguas bora-witoto. Se puede afirmar que registra semejanzas tipológicas con las familias lingüísticas de la región (arawak, bora, tukano) y préstamos de vocablos witoto, pero no se han probado correspondencias sistemáticas con ninguna de ellas.
En idioma andoque se pueden distinguir oraciones descriptivas, imperativas, exhortativas, de adevertencia, optativas y permisivas. Las descriptivas una estructura sintáctica dual predicado + sujeto. 
El sujeto no aparece como un nombre o sustantivo, sino bajo la forma de una "asertivo", compuesto por un índice gramatical y las marcas de modalidad que lo rodean. Doce índices son posibles en esta posición de sujeto, 4 índices personales, 8 índices clasificatorios de género o clases de entidad: Así, los protagonistas de la interlocución son referridos por los índices personales o- ("yo"), ha- ("tú"), ka- ("nosotros") kə- ("ustedes"); las entidades que no participan en la interlocución se clasifican en:
animadas
masculinas
presentes (-ya-)
ausentes (-o-)
femeninas
presentes (-î-)
ausentes (-ô-)
colectvo (-ə-)
inanimadas
blando o ahuecado (-o-)
rígido o alargado (-ó-)
otros (-ʌ-)
El predicado verbal adjetivo tienen un sufijo que concuerda con el índice del sujeto: -ʌ para animados y blandos o ahuecados; -ó para rígido o alargado; -i para los otros. Además se marca con prefijos que indican modo, dirección o aspecto e infijos de tiempo. El predicado nominal (lo que algo es en sí mismo) no tienen sufijo de concordancia ni prefijo dinámico, pero sí pueden presentar infijo de tiempo y modo, como verbo. Las demás funciones argumentales (beneficiario, instrumental, locativos) aparecen fuera del verbo bajo la forma de índices sufijados por una marca de caso. Hay 11 sufijos casuales.
Por otra parte la oración tiene marcas de conocimiento, cuatro para destacar si el saber es propio o del interlocutor y otras dos para determinar si la información procede de otra persona o de una deducción propia. La marva -nokó sirve para focalizar el relato, bien sea destacando los protegonistas o indicando el momento culminate.
El contenido de la función de sujeto parece ser presentar el estado de cosas organizado desde el punto de vista de uno de los participantes o desde ninguno de ellos.

### Fonología
Vocales
|        | Anteriores | Centrales | Posteriores |
| Altas  | i î        | ɨ         | u           |
| Medias | e ê        | ə ~ə      | o ô         |
| Bajas  | a â        | ʌ ~ʌ      | ɒ           |

Son nueve vocales orales y seis nasales, que pueden tener tono alto o bajo.
Consonantes
|                   | labial | alveolar | palatal | velar | glotal |
| oclusivas sordas  | p      | t        |         | k     | ʔ      |
| oclusivas sonoras | b      | d        | j (y)   |       |        |
| nasales           | m      | n        | ɲ (ñ)   |       |        |
| fricativas sordas | f      | s        |         |       | h      |